# Robert Arnesen
Robert Arnesen (* 11. Juli 1974) ist ein ehemaliger norwegischer Bandyspieler.
Arnesen spielte die längste Zeit für den norwegischen Klub Mjøndalen IF, mit dem er zwischen 2002 und 2005 viermal in Folge norwegischer Meister wurde. 2009/10 spielte er für Solberg SK und gewann hier seine fünfte Meisterschaft.
Bis 2007 spielte er auch für die norwegische Nationalmannschaft, eine WM-Medaille gewann er aber nicht.